# Jonathan Rowson
Jonathan Rowson (nascut el 18 d'abril de 1977 a Aberdeen), és un jugador i escriptor d'escacs escocès i filòsof, que té el títol de Gran Mestre, essent el tercer escocès de la història en obtenir-lo, després de Paul Motwani i de Colin McNab.
A la llista d'Elo de la FIDE de desembre de 2014, hi tenia un Elo de 2569 punts, cosa que en feia el jugador número 1 (en actiu) d'Escòcia. El seu màxim Elo va ser de 2599 punts, a la llista de juliol de 2005 (posició 144 al rànquing mundial).

## Biografia i resultats destacats en competició
Va fer el seu debut a Escòcia per l'equip nacional escolar de primària en un matx contra Anglaterra el 1988. En aquest temps assistia a l'Escola primària de Skene Square, i més tard va assistir a l'Aberdeen Grammar School, on un professor de matemàtiques, Michael Wilson, organitzà i va encoratjar l'equip de l'escola. Tot i que el 1988 no va ser el millor jugador en el seu grup d'edat, el seu progrés va ser ràpid i va començar a competir en l'escenari mundial el 1991, guanyant una medalla de plata al Campionat d'Europa Sub 18 el 1995 (darrere del polonès Robert Kempiński).
Després d'un any estudiant escacs com a conseqüència d'aquest èxit, va anar al Keble College de la Universitat d'Oxford, on va obtenir un grau en Filosofia, Política i Economia. Rowson està interessat en el pensament oriental i, després d'un any a la Universitat Harvard, va completar la seva tesi doctoral sobre la Saviesa a la Universitat de Bristol, sota la supervisió de Guy Claxton.
Fou segon al Campionat d'Europa Sub-20 de 1997 i va assolir la seva tercera i definitiva norma de Gran Mestre (i amb ella, el títol), al Campionat d'Escòcia de 1999. Va guanyar novament aquest campionat els anys 2001 i 2004, i obtingué un gens freqüent doblet en guanyar també el 2004 el Campionat britànic. Va defensar el títol amb èxit el 2005 i novament el 2006. També va guanyar el Canadian Open Chess Championship de 2000 (empatat a punts amb Joel Benjamin i Kevin Spraggett), i empatà al primer lloc amb Vasilios Kotronias al Hastings International Chess Congress de 2003/04.

## Activitat acadèmica i professional
Després de cursar graus universitaris que abasten diverses disciplines de ciències socials a Oxford i a Harvard, la recerca de doctorat de Jonathan Rowson a la Universitat de Bristol va incloure una anàlisi del repte de superar les limitacions psicosocials que impedeixen que les persones es tornin "més sàvies".
Escriu per al blog The Guardian's Behavioral Insights (Les idees del comportament de The Guardian). Abans, va ser columnista del diari Herald. És autor de tres llibres.
Rowson va ser Director of the Social Brain Centre (director del Centre social del cervell) al RSA.
El 2016, va fundar juntament amb Tomas Björkman l'institut de recerca Perspectiva a Londres. L'objectiu de l'institut és inspirar als líders polítics, acadèmics i empresarials a examinar els problemes del món real amb una apreciació més profunda de la influència dels nostres mons interiors.

## Llibres
Rowson ha escrit nombrosos articles en revistes d'escacs, i tres llibres:
- Understanding the Grunfeld (1998). Gambit Publications. ISBN 1-901983-09-9;
- The Seven Deadly Chess Sins (2000). Gambit Publications. ISBN 1-901983-36-6;
- Chess for Zebras (2005). Gambit Publications. ISBN 1-901983-85-4.

## Partides notables
- Jonathan Rowson vs Kaido Kulaots, DEN-chJ 1996, Sicilian Defense: Najdorf, Amsterdam Variation (B93), 1-0
- Jonathan Rowson vs Neil R McDonald, London Agency 1998, Slav Defense: Exchange Variation (D13), ½–½
- Jonathan Rowson vs Bogdan Lalic, BCF-chT 9899 (4NCL) 1998, Caro-Kann Defense: Classical Variation (B18), ½–½
- Jonathan Rowson vs Nick DeFirmian, 2nd Milk Tournament 2003, Sicilian Defense: Najdorf Variation, English Attack Anti-English (B90), 1-0